# Tipula (Vestiplex) excisa excisa
Tipula (Vestiplex) excisa excisa is een ondersoort van de tweevleugelige Tipula (Vestiplex) excisa uit de familie langpootmuggen (Tipulidae). De ondersoort komt voor in het Palearctisch gebied.